# Малхаз Чачава
Малхаз Чачава (1953, Тбілісі, Грузинська РСР, СРСР) — грузинський дипломат. Надзвичайний і Повноважний Посол Грузії в Україні

## Життєпис
Народився в 1953 році в Тбілісі. У 1975 закінчив Державний аграрний університет, інженерно-технічний факультет.
З 1975 по 1978 — працював інженером Грузинського НДІ харчової промисловості.
З 1979 по 1990 — на керівних посадах в комсомолі та в Компартії Грузії.
З 1994 по 1995 — віце-прем'єр Муніципалітету Тбілісі з питань зовнішньо-економічних зв'язків.
З 1995 по 1997 — віце-мер, прем'єр Муніципалітету Тбілісі.
З 1997 по 1998 — заступник державного міністра Грузії.
З 1998 по 1999 — надзвичайний і Повноважний Посол Грузії в Україні.
Політолог, незалежний експерт, оглядач грузинської газети «Діліс газета».